# Sandaig Islands
Sandaig Islands är öar i Storbritannien.   De ligger i kommunen Highland och riksdelen Skottland, i den nordvästra delen av landet, 700 km nordväst om huvudstaden London.